# 시에르핀스키 삼각형

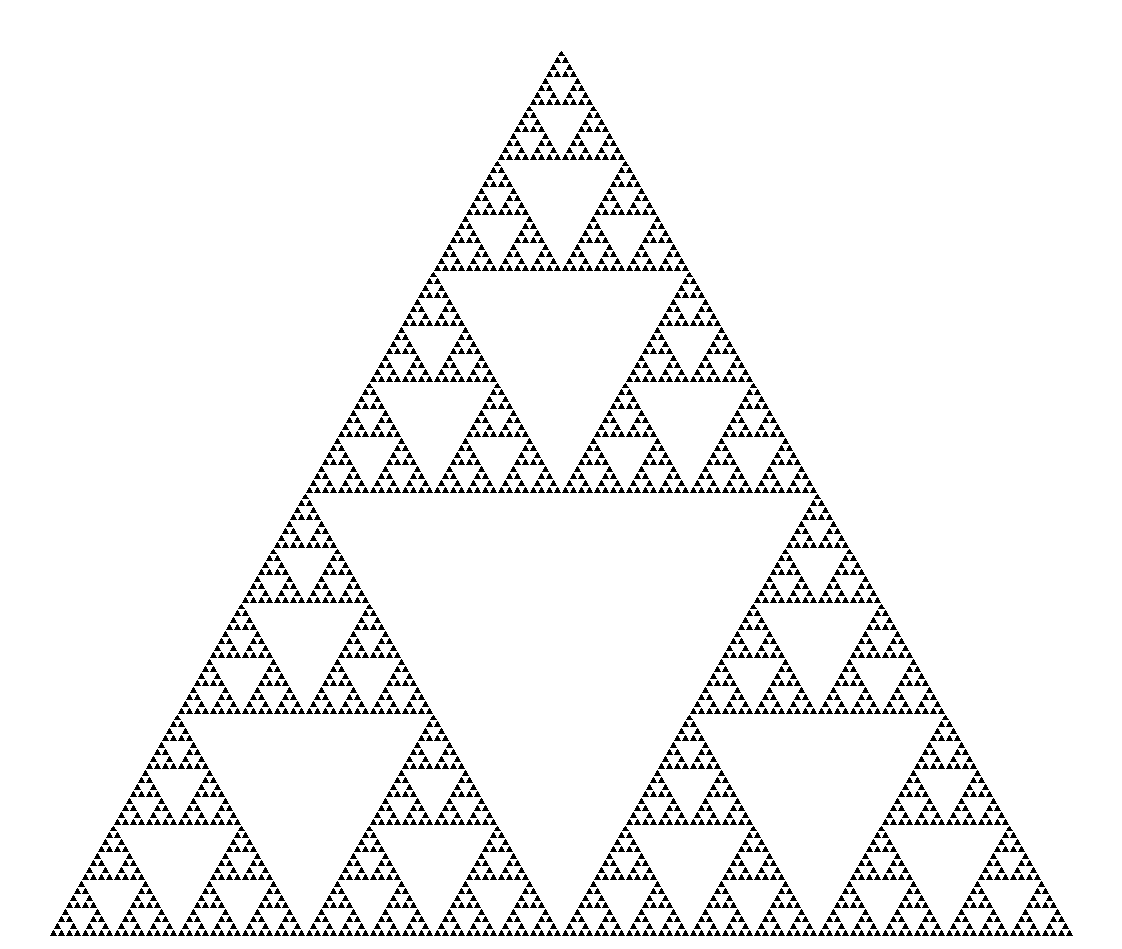
시에르핀스키 삼각형

시에르핀스키 삼각형(Sierpiński triangle)은 바츠와프 시에르핀스키의 이름이 붙은 프랙탈 도형이다. 시에르핀스키 가스켓(Sierpiński gasket)으로도 불린다.
시에르핀스키 삼각형은 다음과 같은 방법을 통해 얻을 수 있다.
1. 정삼각형 하나에서 시작한다
2. 정삼각형의 세 변의 중점을 이으면 원래의 정삼각형 안에 작은 정삼각형이 만들어진다. 이 작은 정삼각형을 제거한다.
3. 남은 정삼각형들에 대해서도 2.를 실행한다.
4. 3.을 무한히 반복한다.

이것을 반복하면 다음과 같은 도형이 얻어진다.(무한반복)
시에르핀스키 삼각형 3개를 이용하여 원래의 2배의 크기인 시에르핀스키 삼각형을 만들 수 있으므로, 이 도형의 하우스도르프 차원은 {\displaystyle {\log 3 \over \log 2}\approx 1.585}이다.

## 성질
다음의 두 성질은 일반적인 시에르핀스키 도형의 성질이다.
- 시에르핀스키 삼각형의 변의 길이의 합은 무한대이다. 처음 정삼각형의 둘레의 길이를 {\displaystyle l}이라 할 때, step 2의 변의 길이는 1.5배가 된다. 이를 무한대 반복하면 길이는 {\displaystyle \lim _{n\to \infty }\left({\frac {3}{2}}\right)^{n}=\infty } (무한대)가 된다.

- 시에르핀스키 삼각형의 넓이는 0이다. 처음 정삼각형의 넓이를 {\displaystyle S}라 할 때, 두 번째 과정에서는 {\displaystyle {\frac {3}{4}}S}가 된다. 따라서 이를 무한대 반복하면 넓이는 {\displaystyle \lim _{n\to \infty }\left({\frac {3}{4}}\right)^{n}=0} 이 된다.

## 같이 보기
- 아폴로니안 개스킷
- 시에르핀스키 카펫